# 픽스호크
픽스호크 또는 픽스호크 프로젝트(Pixhawk project) 또는 'PX4'는 원격조정 드론 및 자동 조종 장치는 무인 및 자율 항공기를 지향하는 오픈 소스 자동 조종 시스템인 아두파일럿의 하위 프로젝트로 개발되었다.

## 운영 체제 및 소프트웨어
PX4는 쿼드콥터같은 무인항공기의 원격조정 및 자율주행을 위해 설계된 NuttX 운영체제 기반의 소프트웨어로 이루어진 플라이트 컨트롤 보드에서 작동하는 완전한 플랫폼이다.
오픈소프트웨어 및 오픈하드웨어로 유명한 드론 업체 3DR의 PX4의 플라이트 컨트롤러(flight controller)는 일반적으로 32비트 ARM 아키텍처인 Cortex M4F를 장착한 STM32계열 MCU를 주CPU로 사용했다. 리눅스재단의 드론 코드 프로젝트는 PX4를 채택하고 있다. 빌드된 펌웨어의 확장자는 .px4이다.
한편 PX4 프로젝트는 'QGroundController'라는 지상관제 프로그램 및 '드론키트'라는 원격조정 어플리케이션도 오픈소스로 제공하고있다.

## 히스토리
저렴한 비용과 가용성으로 소규모의 원격 조종 항공기에서 아마추어가 사용할 수 있었으며 이 프로젝트는 2009년에 시작되어 취리히 연방 공과대학교(ETHZ)의 컴퓨터 비전 및 기하학 연구소(Swiss Federal Institute of Technology)에서 주도 및 체계화되어 사용되기 시작했다. 세계적으로도 많은 자율 시스템 연구소 및 자동 제어 실험실에서 이를 공동연구하고 개발을 지원하고 있다. 여러 공급 업체가 현재 PX4 자동 조종 장치 및 액세서리를 생산 중이다.
현재 리눅스재단에서 아두파일럿 프로젝트로부터 이양받아 드론코드 프로젝트로 운영중이다.
멤버로는 픽스호크 프로젝트(Pixhawk project)의 3DR을 비롯해서 인텔 및 NXP, 소니, ARM등이 속해있다.
하지만 이처럼 그 근원을 같이하는 드론 소스는 아두파일럿의 아두콥터 소스 코드가 GNU GPL라이선스를 드론코드 프로젝트는 BSD 라이선스를 따름으로써 서로 다른 라이선스로 독자적인 길을 가게 되었다.

## 같이 보기
- NuttX

## 참고
- 한빛미디어 웹북-PX4개발자가이드 한국어판CC
- What is Pixhawk 또는 http://px4.io
- 드론코드 프로젝트 보관됨 2018-12-03 - 웨이백 머신
- 드론코드 빌드
- PX4 개발자가이드
- PX4 커뮤니티